# Mordechaj Gur
Mordechaj „Motta“ Gur (hebrejsky מרדכי "מוטה" גור‎, ‎6. května 1930, Jeruzalém – 16. července 1995, Tel Aviv) byl izraelský generál a politik. Téměř třicet let sloužil v izraelské armádě, kde se nakonec stal v letech 1974 až 1978 náčelníkem Generálního štábu. V roce 1981 byl zvolen poslancem za levicovou stranu Ma'arach a během své politické kariéry zastával mezi lety 1984 a 1986 post ministra zdravotnictví ve vládě Šimona Perese.

## Život
Narodil se v Jeruzalémě ještě za dob britské mandátní Palestiny. V mládí se stal členem elitních jednotek Palmach, náležících pod židovskou vojenskou organizaci Hagana. Když byla Hagana po vzniku Izraele transformována v izraelskou armádu, bojoval v jejích řadách ve válce za nezávislost.

### Armádní kariéra
V armádě strávil většinu své vojenské kariéry u výsadkářské brigády, kde se jeho symbolem stal červený baret těchto jednotek. Během 50. let sloužil pod velením Ariela Šarona. V roce 1955 byl raněn během protiteroristické akce v Chán Júnis v Pásmu Gazy a tehdejší náčelník generálního štábu Moše Dajan mu udělil vyznamenání. O dva roky později se stal pobočníkem velitele brigády. Z této pozice odešel studovat na École Militaire v Paříži.
Po návratu v roce 1961 byl jmenován velitelem brigády Golani a z této pozice velel protiteroristické operaci v Nukievu. V čele brigády působil do roku 1963 a během této doby se zasloužil o zvýšení prestiže výsadkářů, pozdvihl jejich morálku a pomohl jim vštípit ducha, díky kterému je brigáda stále proslavená. V roce 1965 byl jmenován šéfem operací v generálním štábu. Později také sloužil jako náčelník armádní velitelské školy.
V roce 1966 se stal velitelem 55. rezervní výsadkářské brigády, které velel během šestidenní války v roce 1967. Se svými jednotkami se zúčastnil obsazení Jeruzaléma a byl prvním, kdo se dostal k Západní zdi a na Chrámovou horu. Zvuková nahrávka jeho slov „Chrámová hora je v našich rukou“ se stala jedním ze symbolů šestidenní války.
Po válce byl povýšen do hodnosti brigádního generála a stal se vojenským velitelem v Pásmu Gazy a na severu Sinajského poloostrova. V roce 1969 byl povýšen na generálmajora a jmenován velitelem severního vojenského okruhu. Na severu Izraele tehdy docházelo k útokům palestinských teroristů z Organizace pro osvobození Palestiny proti izraelským osadám a městům. Gur velel několika protiútokům.

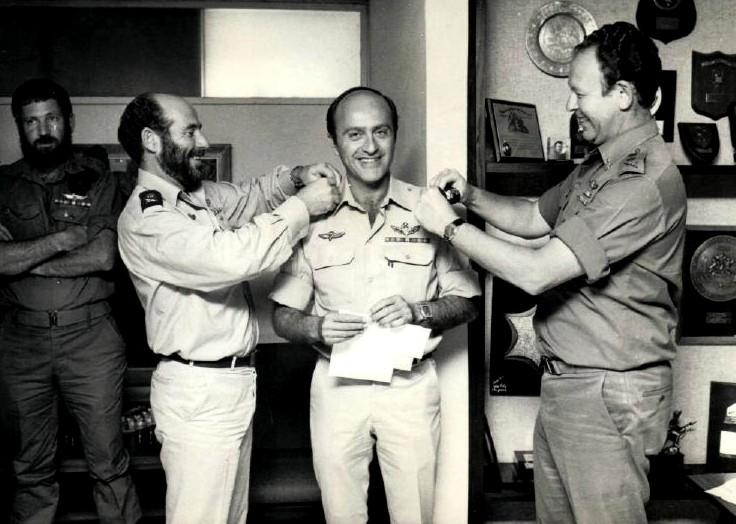
Gur (vpravo) a velitel vojenského námořnictva Michael Barkaj (druhý zleva) povyšují do kapitánské hodnosti Dova Rama, 1976

Od srpna 1972 do prosince 1973 sloužil jako vojenský atašé na izraelské ambasádě ve Washingtonu. V lednu 1974 byl znovu jmenován do funkce velitele severního velitelství. Po odchodu Davida Elazara z postu náčelníka Generálního štábu kvůli kritice ze strany Agranatovy komise, byl Gur jmenován jeho nástupcem, a stal se tak v pořadí desátým náčelníkem generálního štábu izraelské armády. Z této pozice byl odpovědný za naplánování a provedení operace Entebbe, která byla záchranou 102 izraelských rukojmí unesených do Ugandy. Na této pozici sloužil až do roku 1978.

### Civilní a politická kariéra
Po odchodu z armády se stal generálním ředitelem společnosti Kur Mechanica. Ve volbách v roce 1981 byl zvolen poslancem Knesetu za stranu Ma'arach. Svůj mandát obhájil i v následujících volbách v roce 1984, po nichž byl jmenován ministrem zdravotnictví v první Peresově vládě. Kromě toho v Knesetu zasedal v zahraničním a branně-bezpečnostním podvýboru. V letech 1986 až 1988 pracoval v představenstvu stavebního podniku Solel Bone. V dubnu 1988 byl jmenován ministrem bez portfeje. Tuto pozici si udržel do března 1990, kdy Ma'arach opustil vládní koalici.
V roce 1992 vyhrála volby Strana práce (následovnice Ma'arachu) a Gur byl jmenován náměstkem ministra obrany. Ze své funkce byl zodpovědný za přípravu izraelské ekonomiky pro případ války či krize.
V roce 1995 u něj byla diagnostikována rakovina. Pod vlivem obrovských bolestí nakonec spáchal sebevraždu svou osobní zbraní. Zemřel 16. července 1995 ve věku 65 let.
Po Mordechaji Gurovi je pojmenován vojenská základna na Šaronské planině.

## Vyznamenání
- Medaile Za odvahu – Izrael